# Veturius
Veturius (лат.) — род сахарных жуков из семейства пассалиды (Passalidae). Неотропика. Известно около 80 видов. Встречается в тропиках Нового Света, в Центральной и Южной Америке.

## Распространение
Род с широким неотропическим распространением от юго-востока Мексики до Аргентины. 

## Описание
Крупного размера жуки, которые имеют длину 3 — 5 см, буровато-чёрные, блестящие. Фронтоклипеальный шов отсутствует. Лобные гребни V-образные. Передний край переднеспинки бисинуатный. Клипеус виден дорсально, передние углы клипеуса хорошо развиты и видны.
Этот таксон отличается тем, что передний край верхней губы вогнутый, передний край наличника тонкий, лобно-клипеальный шов отсутствует, лобные ямки голые или опушенные, внутренний зуб левой челюсти раздвоенный. Булава усиков трехламеллярная с короткими пластинками и широкой краевой бороздкой переднеспинки.

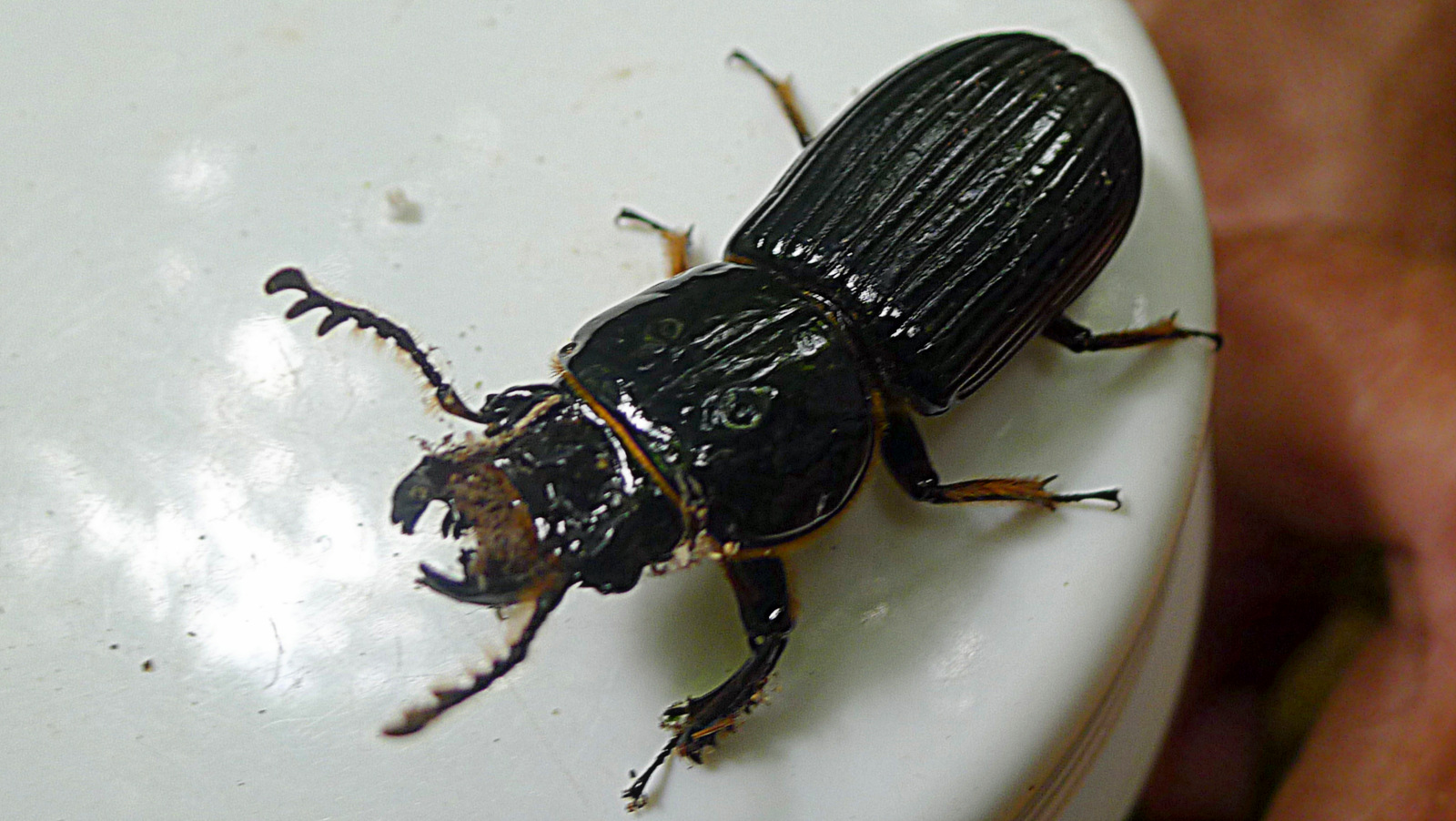

## Систематика
Известно около 80 видов в широком таксономическом объёме, что делает Veturius крупнейшим родом трибы Proculini. Род был впервые выделен в 1871 году. Вместе с родами Arrox, Vindex, Verres и другими (Popilius) включён в состав трибы Proculini (Passalinae). Филогенетический анализ подтверждает монофилетичность рода и тот факт, что подрод Publius фактически образует внутреннюю группу Veturius. Veturius распадается на три основные клады, которые в 2005 году были приняты в качестве подродов: Veturius s. str. (41 вид, макроптерные или гемибрахиптерные, в восьми группах видов), Publius (однородная группа из 15 брахиптернвых видов) и Ouayana (18 макроптернвых видов, в трех группах видов). Veturius + Publius является сестринской группой по отношению к Ouayana. В 2018 году был выделен 4-й подрод Veturius (Ticoisthmus) Boucher, 2018.

### ПодродOuayana
- Veturius (Ouayana) amazonicus Boucher, 2006
- Veturius (Ouayana) bleuzeni Boucher, 2006
- Veturius (Ouayana) casalei Boucher, 2006
- Veturius (Ouayana) cirratoides Boucher, 2006
- Veturius (Ouayana) cirratus Bates, 1886
- Veturius (Ouayana) dominicae Boucher, 2006
- Veturius (Ouayana) fanestus Boucher, 2006
- Veturius (Ouayana) galeatus Boucher, 1988
- Veturius (Ouayana) guyanensis Boucher, 2006
- Veturius (Ouayana) magdalenae Boucher, 2006
- Veturius (Ouayana) negroensis Boucher, 2006
- Veturius (Ouayana) paraensis Luederwaldt, 1927
- Veturius (Ouayana) punctatostriatus Arrow, 1907
- Veturius oberthuri (Hincks, 1933)[10]
- Veturius (Ouayana) uncinatus Salazar & Boucher, 2018
- Veturius unicornis Gravely, 1918[11]

### ПодродTicoisthmus
- Veturius (Ticoisthmus) brachypterus Boucher, 2018 [12][8]

- Veturius (Ticoisthmus) ptichopoides Boucher, 2006[13]

- Veturius (Ticoisthmus) laevior (Kaup, 1868)[14]

- Veturius (Ticoisthmus) ultimus Boucher, 2005[15][6]

### ПодродPublius
- Veturius (Publius) alani Boucher, 2005[16].
- Veturius (Publius) centralis Boucher, 2006
- Veturius (Publius) concretus (Kaup, 1868)[17]
- Veturius (Publius) crassus (Smith, 1852)[18].
- Veturius (Publius) danieli Boucher, 2006
- Veturius (Publius) dupuisi Boucher, 2006
- Veturius (Publius) impressus Hincks, 1934[19]
- Veturius (Publius) pehlkei Boucher, 2006
- Veturius (Publius) rugifrons Boucher, 2006
- Veturius (Publius) solisi Boucher, 2006
- Veturius (Publius) spinipes Zang, 1905[20]
- Veturius (Publius) steinheili Boucher, 2006
- Veturius (Publius) talamacaensis Boucher, 2006
- Veturius (Publius) taurus Boucher, 2006
- Veturius (Publius) tectus Boucher, 2006
- Veturius (Publius) unanus Boucher & Ramírez, 2016[21][22]

### ПодродVeturius
- Veturius aquilonalis (Boucher, 2005)
- Veturius arawak Boucher, 2006
- Veturius aspina (Kuwert, 1898)[23]
- Veturius assimilis (Weber, 1801)
- Veturius biapicalis Boucher, 2006
- Veturius bolivae (Gravely, 1918)[24]
- Veturius caquetaensis Boucher, 1988
- Veturius cephalotes (Le Peletier & Serville, 1825)
- Veturius charpentierae Reyes-Castillo, 1973
- Veturius christiani Boucher, 1987
- Veturius dibbi Boucher, 2006
- Veturius dreuxi Boucher, 2006
- Veturius ecuadoris (Kuwert, 1898)[25]
- Veturius guntheri (Kuwert, 1898)[26]
- Veturius hermani Boucher, 2006
- Veturius heydeni (Kaup, 1868)[27]
- Veturius hincksi Boucher, 2006
- Veturius imitator Boucher, 2006
- Veturius inca Boucher, 2006
- Veturius jolyi Boucher, 2006
- Veturius muisca Salazar & Boucher, 2018
- Veturius nonuya  Boucher & Salazar, 2018
- Veturius fabieni  Boucher & Salazar, 2018
- Veturius calimanus  Boucher & Salazar, 2018
- Veturius latissimus  Boucher & Salazar, 2018
- Veturius paya  Boucher & Salazar, 2016
- Veturius lepidus (Fonseca, 1999)[28]
- Veturius libericornis (Kuwert, 1891)[29]
- Veturius marilucae Boucher, 1988
- Veturius montivagus Boucher, 2006
- Veturius onorei Boucher, 2006
- Veturius patinoi Boucher, 2006
- Veturius perecasi Boucher, 2006
- Veturius petteri Boucher, 2006
- Veturius platyrhinus (Westwood, 1845)
- Veturius schusteri Boucher, 2006
- Veturius simillimus (Kuwert, 1891)[30]
- Veturius sinuatocollis (Kuwert 1890)[31]
  - =Veturius sinuatomarginatus (Luederwaldt, 1941)
- Veturius sinuatus (Eschscholtz, 1828)[32]
- Veturius sinuosus (Drapiez, 1817)[33]
- Veturius standfussi (Kuwert, 1891)[34]
- Veturius tarsipes Boucher, 2006
- Veturius transversus (Dalman, 1817)
- Veturius tuberculifrons (Kuwert, 1891)
- Veturius urucuensis Boucher, Vaz-de-Mello & Aguiar, 2016[35][36]
- Veturius yahua Boucher, 2006